# 라나우

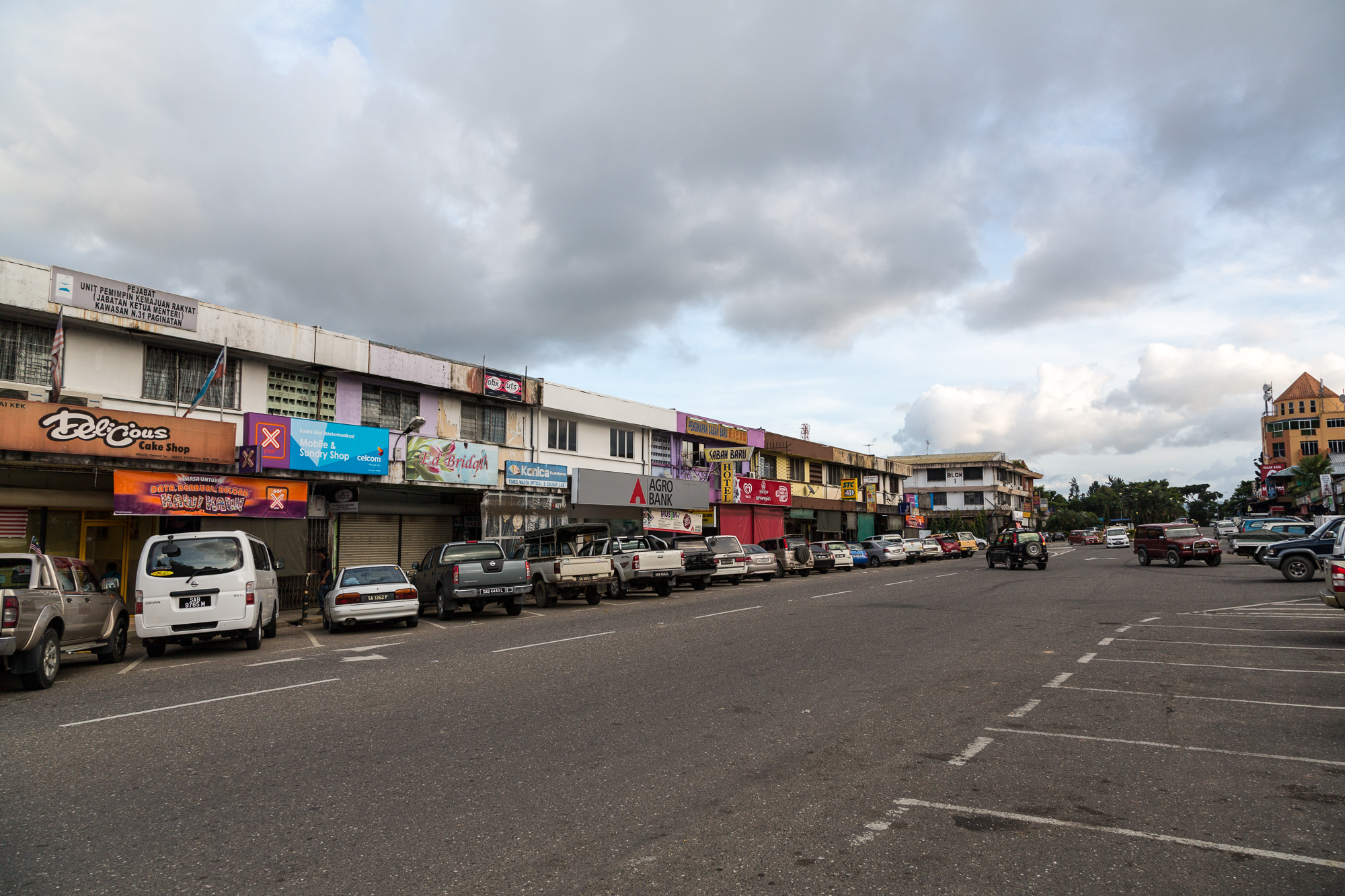

라나우(Ranau)는 보르네오섬의 북쪽 일부에 위치한 동(東) 말레이시아 사바주(洲)에 있는 읍(邑)이다. 사바주 서해안군(郡)의 읍 중 하나이다. 2000년 인구 조사에 의하면 라나우읍의 인구는 70,649명이고 인구의 86.66%를 차지한 두순 사람이다.
해발 1,176미터에 위치해 있는 산골짜기 라나우는 사바주의 고지 채소 명산지로 알려져 있다. 농업 외에 라나우는 아름다운 경치와 유적 들로 널리 이름난 곳, 예를 들어서 키나발루 산(山), 뽀링 온천(溫泉), 꾼다상 제이 차 세계 대전 기념공원, 사바 차원 등을 비롯하여 구경할 만한 관광 명소이다. 말레이시아의 첫 번째 유네스코 세계유산, 키나발루 국립공원은 바로 라나우에 있다.

## 명칭 유래
"라나우"의 어원에 대해서는 두순어 단어의 논밭을 뜻하는 "라나혼(Ranahon)"에서 유래했다. 평소에 고지(高地)에 살고 있는 두순 주민은 언덕에서 벼를 기르는데 [두순어: 뚜모(tumo)/두모(dumo)] 평지(平地)에 살고 있는 두순 주민은 밭에서 쌀을 재배한다. 오래 시간이 지나면서 "라나혼"이 줄어들어 "라나우"로 불리어 오다가 중앙 공무 행정은 평지에 더 가깝기 때문에 "라나우"를 공식적인 지명으로 채택하다 오늘에 이르고 있다.

## 기후
| Ranau의 기후             | Ranau의 기후 | Ranau의 기후 | Ranau의 기후 | Ranau의 기후 | Ranau의 기후 | Ranau의 기후 | Ranau의 기후 | Ranau의 기후 | Ranau의 기후 | Ranau의 기후 | Ranau의 기후 | Ranau의 기후 | Ranau의 기후 |
| 월                       | 1월          | 2월          | 3월          | 4월          | 5월          | 6월          | 7월          | 8월          | 9월          | 10월         | 11월         | 12월         | 연간         |
| ------------------------ | ------------ | ------------ | ------------ | ------------ | ------------ | ------------ | ------------ | ------------ | ------------ | ------------ | ------------ | ------------ | ------------ |
| 일평균 최고 기온 °C (°F) | 27.2 (81.0)  | 27.3 (81.1)  | 27.8 (82.0)  | 28.5 (83.3)  | 28.7 (83.7)  | 28.2 (82.8)  | 28.0 (82.4)  | 28.1 (82.6)  | 27.9 (82.2)  | 27.8 (82.0)  | 27.7 (81.9)  | 27.5 (81.5)  | 27.9 (82.2)  |
| 일일 평균 기온 °C (°F)   | 23.6 (74.5)  | 23.7 (74.7)  | 24.0 (75.2)  | 24.6 (76.3)  | 24.8 (76.6)  | 24.3 (75.7)  | 24.1 (75.4)  | 24.2 (75.6)  | 24.0 (75.2)  | 24.1 (75.4)  | 24.1 (75.4)  | 23.9 (75.0)  | 24.1 (75.4)  |
| 일평균 최저 기온 °C (°F) | 20.1 (68.2)  | 20.1 (68.2)  | 20.3 (68.5)  | 20.7 (69.3)  | 20.9 (69.6)  | 20.5 (68.9)  | 20.2 (68.4)  | 20.3 (68.5)  | 20.1 (68.2)  | 20.4 (68.7)  | 20.5 (68.9)  | 20.4 (68.7)  | 20.4 (68.7)  |
| 평균 강우량 mm (인치)    | 216 (8.5)    | 153 (6.0)    | 136 (5.4)    | 143 (5.6)    | 234 (9.2)    | 206 (8.1)    | 175 (6.9)    | 172 (6.8)    | 203 (8.0)    | 202 (8.0)    | 220 (8.7)    | 221 (8.7)    | 2,281 (89.9) |
| 출처: Climate-Data.org   |              |              |              |              |              |              |              |              |              |              |              |              |              |